# Lukáš Rapant
Lukáš Rapant (16. listopadu 1982, Havířov) je český ragbista hrající na pozici pilíře. V roce 2015 a 2016 byl zvolen nejlepším českým ragbistou roku. S francouzským týmem Oyonnax vyhrál dvakrát druhou nejvyšší francouzskou ligu (2013 a 2017).Tři sezony hrál s tímto týmem i nejvyšší francouzskou ligu TOP14. Za Česko odehrál 27 zápasů. V roce 2021 byl zvolen havířovským ragbistou desetiletí.
Pracuje jako elektrikář v Oyonnax. V roce 2015 se oženil, svou ženu Natálii si vzal na Ukrajině.